# Ismael Boulliau

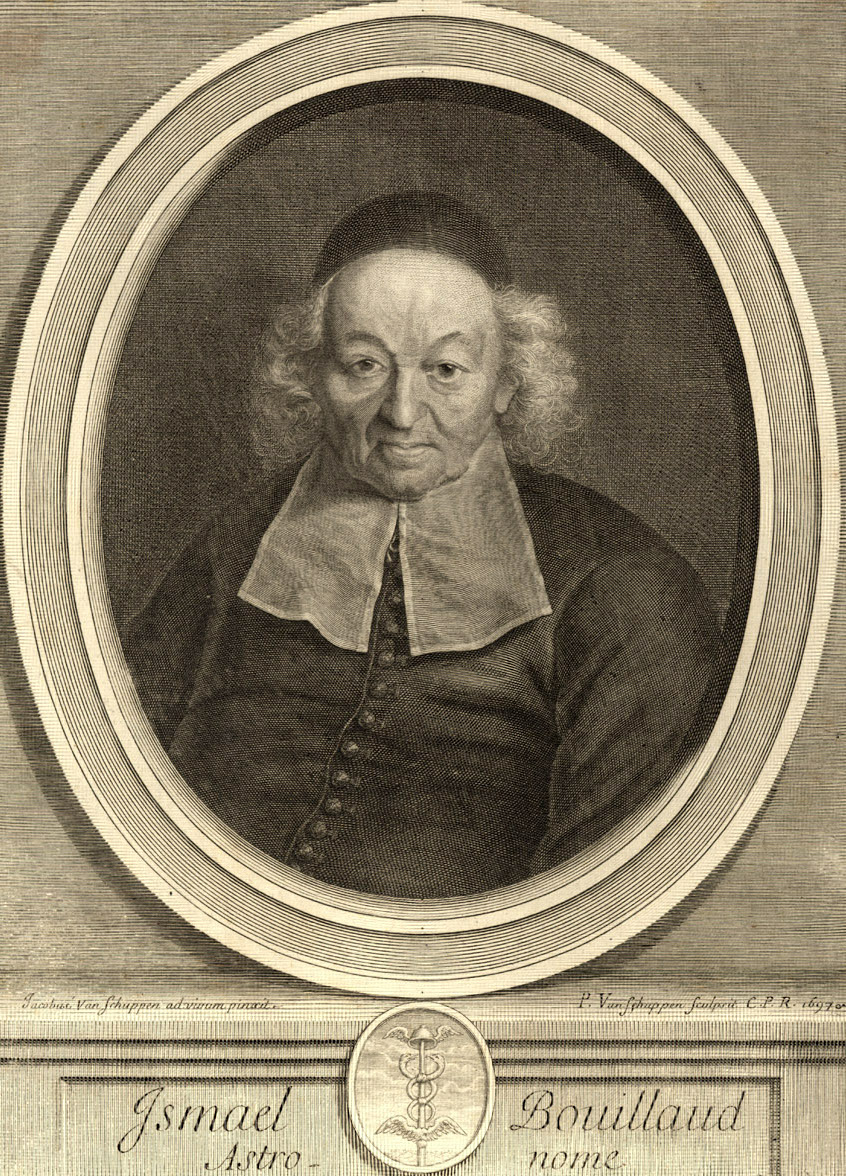
Ismael Boulliau

Ismael Boulliau (auch Boulliaud oder Ismaël Bullialdus; * 28. September 1605 in Loudun, heute im Département Vienne; † 25. November 1694 in Paris) war ein französischer Astronom.

## Leben

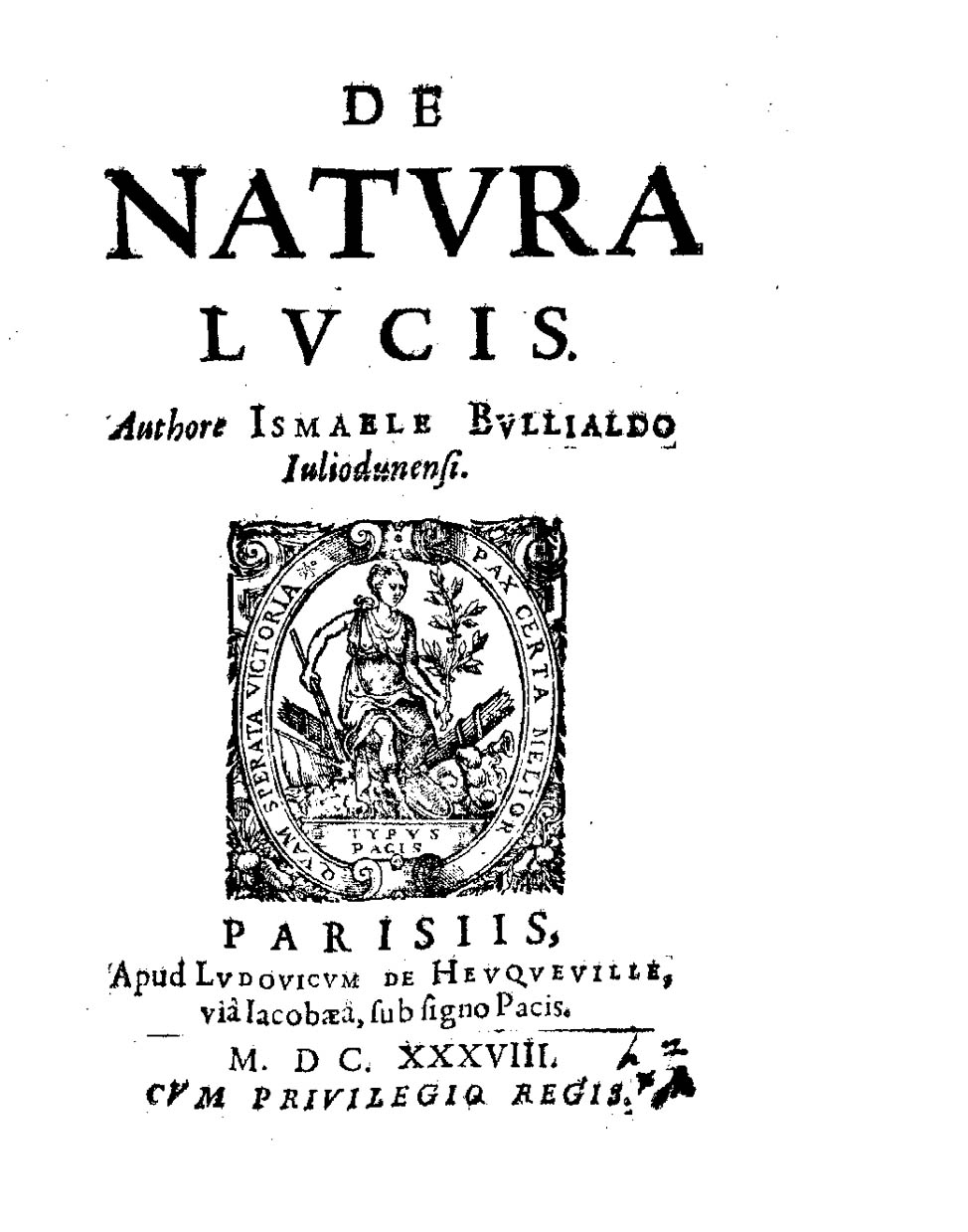
De natura lucis, 1638

Mit 21 Jahren konvertierte Boulliau vom Calvinismus zum Katholizismus und wurde im Alter von 26 Jahren zum Priester geweiht. 1632 wurde er Bibliothekar an der Bibliothèque du Roi in Paris zusammen mit den Brüdern Pierre und Jacques Dupuy. Er war Mitglied der Gruppen, aus denen später die Académie des Sciences entstand, auch wenn er nie deren Mitglied wurde.
1657 wurde er Sekretär des französischen Botschafters de Thou in Holland. 
In den letzten fünf Jahren seines Lebens war er Priester in der Abtei St. Victor in Paris.
Boulliau war mit Pierre Gassendi, Christiaan Huygens, Marin Mersenne und Blaise Pascal befreundet. Er unterstützte die Ansichten von Galileo Galilei (wie sein Freund Gassendi) und Nicolaus Copernicus (schon in seinem Werk Philolaus von 1639).
Am 4. April 1667 wurde er auf Vorschlag von Henry Oldenburg zum Fellow of the Royal Society gewählt und war 1663 einer ihrer ersten Foreign Associates. Er unterhielt eine umfangreiche wissenschaftliche Korrespondenz ähnlich Mersenne. So war er der Erste, dem Christiaan Huygens seine Entdeckung der Saturnringe mitteilte und dem er seine ersten Pendeluhren schickte. Durch Boulliau kamen die Lettres d'Amos Dettonville (1658/59) von Blaise Pascal an englische und holländische Mathematiker und er unterrichtete Johannes Hevelius in Danzig über Geschehnisse in Paris. Boulliau selbst reiste nach England, Polen und den Mittelmeerraum.
Boulliau schlug in seinem Werk Astronomia philolaica (1645) schon vor Isaac Newton vor, dass die Gravitationskraft mit dem Quadrat der Entfernung abnimmt. Newton verwies in seiner Principia explizit auf Boulliau im Rahmen des Abstandsgesetzes der Gravitation und lobte die Genauigkeit seiner Tafeln. Boulliau übernahm das Abstandsgesetz aus dem der Beleuchtungsstärke, die er in seinem De natura lucis von 1638 darlegte. Boulliau war einer der ersten Astronomen, die die Elliptizität der Planetenorbits unterstützten, im Gegensatz zu Kepler versuchte er aber immer noch die Planetenbewegungen mit Konstruktionen gleichförmiger Kreisbewegungen zu beschreiben. Dabei vermied er jede dynamische Erklärung, sondern erklärte sie rein kinematisch als Zusammensetzung einer geradlinigen Bewegung auf einem Kegel verbunden mit einer Rotation um dessen Achse.
1644 gab er die erste gedruckte Ausgabe der Arithmetica von Theon von Smyrna heraus. Er veröffentlichte ein Werk über Spiralen, inspiriert von Archimedes, und 1682 ein Werk, das die Arithmetica infinitorum von John Wallis erläuterte. Seine mathematischen Werke waren aber schon zu seiner Zeit altbacken und berücksichtigten nicht die großen Veränderungen, die René Descartes einführte (er vermied es sogar Descartes zu erwähnen).
Er führte den Begriff Evektion in die Astronomie ein und beobachtete 1667 als Erster die Periodizität eines veränderlichen Sterns (Mira Ceti, wobei seine Angabe von 333 Tagen fast genau mit dem heutigen Wert übereinstimmte, er interpretierte das Phänomen fälschlich als Rotation einer Halb-Sonne im Erscheinungsbild ähnlich wie beim Halbmond) (in: Ad astronomos monita duo). Er war ein Anhänger der Astrologie und veröffentlichte entsprechende Werke von Marcus Manilius und Claudius Ptolemäus.
Der Mondkrater Bullialdus wurde 1935 nach ihm benannt.

## Werke
- De natura lucis, Paris 1638
- Philolaus, Amsterdam 1639

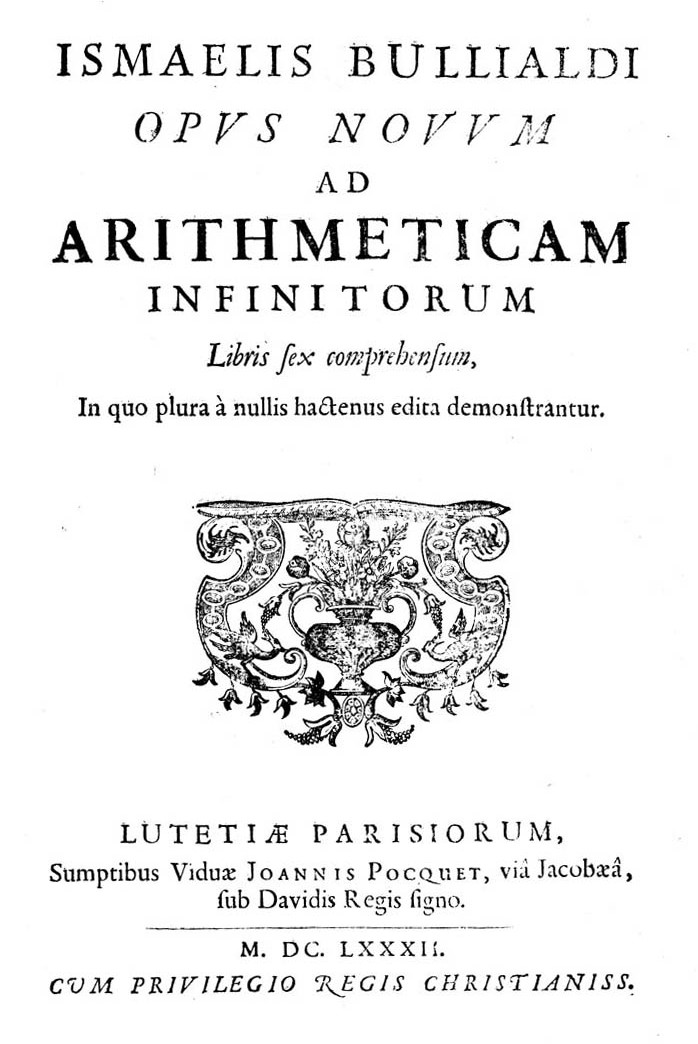
Opus novum ad arithmeticam infinitorum libris sex comprehensum, 1682

- Übersetzung von Theon von Smyrna: Expositio rerum mathematicarum ad legendum Platonem utilium, 1644
- Astronomia philolaica, Paris 1645
- De lineis spiralibus, Paris 1657
- Ad astronomos monita duo, Paris 1667
- Opus novum ad arithmeticam infinitorum, Paris 1682

Sein Nachlass (39 Bände) samt Briefwechsel ist in der Bibliothèque Nationale.